# Camellia amplexifolia
Camellia amplexifolia là một loài thực vật có hoa trong họ Theaceae. Loài này được Merr. & Chun mô tả khoa học đầu tiên năm 1940.